# Черников, Валерий Викторович
Вале́рий Ви́кторович Че́рников (род. 27 апреля 1962, СССР) — советский футболист, защитник.

## Карьера
С 1980 по 1984 год был в составе киевского «Динамо», однако только в сезоне 1983 года сыграл 11 матчей и забил 2 гола в Высшей лиге СССР. В 1986 году был в заявке одесского «Черноморца», однако за основу ни разу не сыграл, принимал участие лишь в турнире дублёров, где забил 1 гол.
В 1987 году сначала выступал за ворошиловградскую «Зарю», где провёл 13 встреч в первенстве и 1 поединок в Кубке СССР, а завершал сезон в «Кубани», за которую сыграл 4 матча. С 1988 по 1990 год защищал цвета белоцерковского «Динамо», в составе которого провёл за это время 105 встреч и забил 5 мячей.

## Семья
Сын Владимир тоже футболист.